# Phanerotoma planifrons
Phanerotoma planifrons är en stekelart som först beskrevs av Christian Gottfried Daniel Nees von Esenbeck 1816.  Phanerotoma planifrons ingår i släktet Phanerotoma och familjen bracksteklar. Inga underarter finns listade i Catalogue of Life.